# Cantón de Pampelonne
El cantón de Pampelonne era una división administrativa francesa, que estaba situada en el departamento de Tarn y la región de Mediodía-Pirineos.

## Composición
El cantón estaba formado por nueve comunas:
- Almayrac
- Jouqueviel
- Mirandol-Bourgnounac
- Montauriol
- Moularès
- Pampelonne
- Sainte-Gemme
- Tanus
- Tréban

## Supresión del cantón de Pampelonne
En aplicación del Decreto nº 2014-170 de 17 de febrero de 2014, el cantón de Pampelonne fue suprimido el 22 de marzo de 2015 y sus 9 comunas pasaron a formar parte del nuevo cantón de Carmaux-1 El Ségala.